# Bousval
Bousval (Waals: Bouzvå) is een dorp in de Belgische provincie Waals-Brabant en een deelgemeente van de stad Genepiën. 
Op het grondgebied van de deelgemeente liggen nog verschillende gehuchten, zoals Basse-Laloux, La Motte,  Noirhat, Pallandt, Sclage en Wanroux. Op de grens met Céroux-Mousty ligt het gehucht Ferrières.

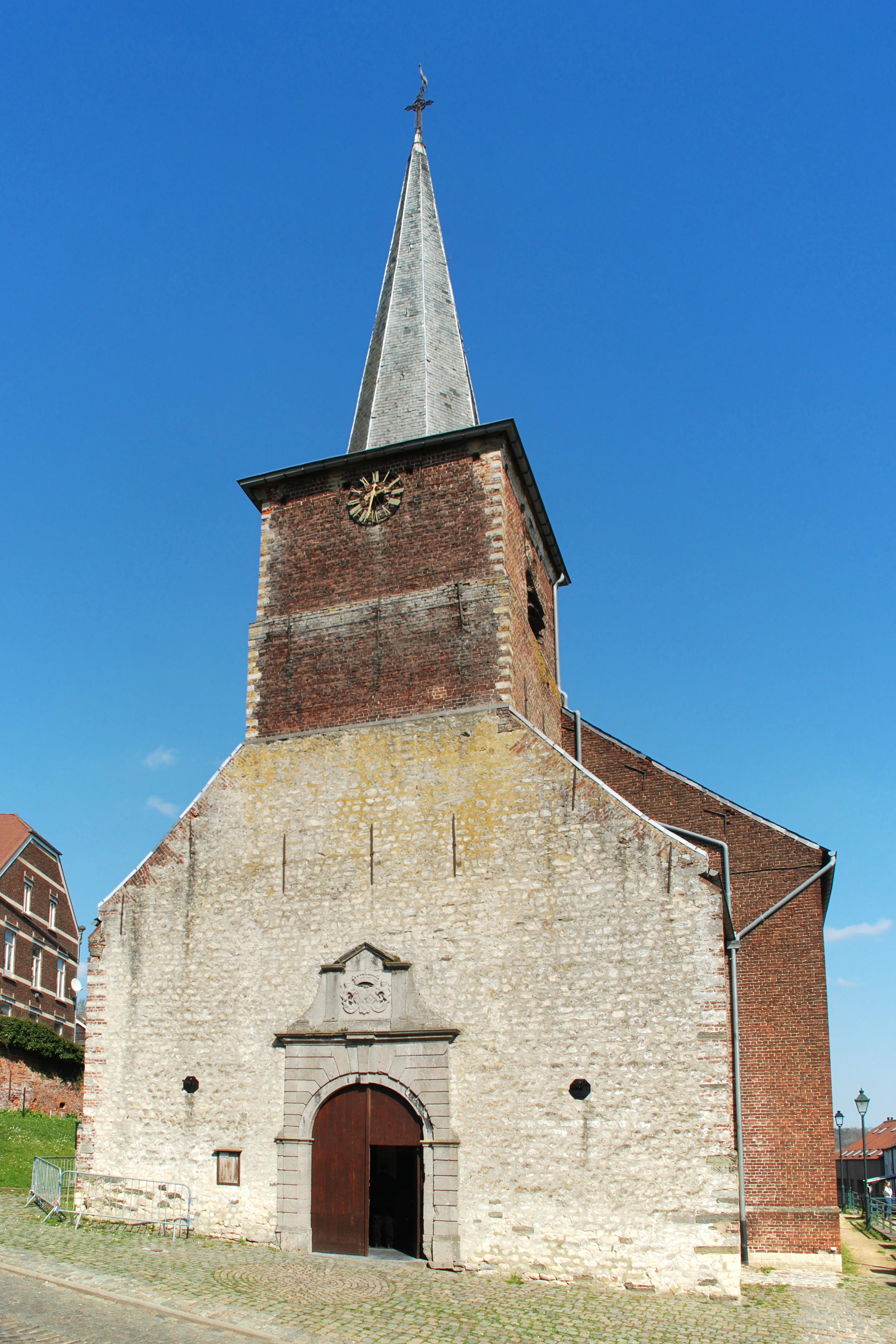
Église Saint-Barthélemy

## Geschiedenis
Een oude vermelding van de plaats gaat terug tot de 9de eeuw als Bosonis Vallis, toen de plaats behoorde aan de Abdij van Lobbes. De naam zou staan voor "de vallei van Boso".
Het landelijk gebied was verdeeld in verschillende kleine heerlijkheden, zoals die van Bousval, van de Baillerie, van La Motte, van Bordeaux en van Wez; het allodium Laloux en Basse-Laloux; en de vrijheerlijkheid Le Sclage.
Op de Ferrariskaart uit de jaren 1770 is het dorp weergegeven als Bousseval.
Bousval bleef een zelfstandige gemeente tot de fusie van 1 januari 1977.

## Bezienswaardigheden
- Het Kasteel van Bousval heeft een rond torentje van 1567 en werd, afgezien van het torentje, herbouwd in 1617. Het geheel, gelegen naast de Dijle, bevindt zich in een ommuurd park. Vroeger was het de herenzetel van Bousval.
- Het Château de Pallandt was de herenzetel van Wez. Herbouwd in 1839 en verbouwd in 1913. Het kasteel ligt in een landschapspark dat van 1906-1908 werd aangelegd. Het kasteel ligt 2,5 km ten noorden van het dorp.
- De Sint-Bartolomeüskerk (Église Saint-Barthélemy) heeft een neoclassicistisch schip en koor van 1857. De voorgevel heeft een romaanse kern maar het uiterlijk is van 1738, evenals de toren.
- De Chapelle du Try-au-Chêne van 1608 is een betreedbare veldkapel met dakruiter.

## Natuur en landschap
Bousval ligt aan de Dijle en door het noorden van het grondgebied stroomt de Cala, een zijriviertje van Dijle. De hoogte aan de kerk bedraagt 91 meter.

## Demografische ontwikkeling
- Bronnen:NIS, Opm:1831 tot en met 1970=volkstellingen

## Politiek
Bousval had een eigen gemeentebestuur en burgemeester tot de fusie van 1977. Burgemeesters waren:
- 1810-1818 : Maximilien-François Vanden Bergh
- 1818-1845 : Eugène de Wal d'Anthisnes
- 1845-1866 : Jean-Baptiste Vandenbergh
- 1866-1885 : Alfred de Vrière
- 1885-1895 : Antoine-Joseph Buez
- 1895 : Clément Taburiaux (dienstdoend)
- 1896-1910 : Victor Renard
- 1910-1911 : Joseph-Antoine Cattelain (dienstdoend)
- 1912-1926 : Victor van der Linden d'Hooghvorst
- 1926-1946 : Jean-François "Franz" Breuer
- 1946-1958: Simone Schepens
- 1959-1976 : Georges Gossiaux (PLP)

## Nabijgelegen kernen
Ways, Court-Saint-Étienne, Tangissart
Deelgemeenten: Baisy-Thy · Bousval · Genepiën · Glabais · Houtain-le-Val · Loupoigne · Oud-Genepiën · Ways

Overige plaatsen: La Bruyère · Bruyère Madame · Baisy · Basse-Laloux · Le Chantelet· Chênemont · Dernier Patard · La Falise · Ferrières · Les Flamandes · Fonteny · Foriest · Fosty · Hattain · Houtain-le-Mont · La Hutte · La Motte  · Loncée · Maison du Roi · Noirhat · Pallandt · Promelles · Quatre Bras · Ry-d'Hez · Sclage · Thy · Trou-du-Bois · Vieux Manants · Wanroux

Belgische gemeenten · Arrondissement Nijvel · Waals-Brabant · Wallonië